# آلون آرمسترانگ (بازیکن فوتبال)
آلون آرمسترانگ (انگلیسی: Alun Armstrong؛ زادهٔ ۲۲ فوریهٔ ۱۹۷۵) بازیکن فوتبال اهل انگلستان است.

## باشگاهی
از باشگاه‌هایی که در آن بازی کرده‌است می‌توان به باشگاه فوتبال نیوکاسل یونایتد، باشگاه فوتبال دونکستر راورز، باشگاه فوتبال دارلینگتون، باشگاه فوتبال استوک‌پورت کانتی، باشگاه فوتبال ایپسویچ تاون، باشگاه فوتبال هادرزفیلد تاون، باشگاه فوتبال میدلزبرو، و باشگاه فوتبال برادفورد سیتی اشاره کرد.